# Park Chu-young
Park Chu-young (en coreano: 박주영; Daegu, 10 de julio de 1985), también conocido como Park Ju-young, es un exfutbolista surcoreano. Jugaba de delantero y fue internacional con la selección de fútbol de Corea del Sur.

## Trayectoria

### Juveniles
La popularidad de Chu-young con el público coreano fue originado por su éxito en el Campeonato Juvenil de la AFC 2004, donde dirigió el equipo nacional sub-20 de Corea a un récord de 11 títulos. En el proceso, él ganó el premio Balón de Oro y fue elegido el Jugador Más Valioso del torneo. Fue también un tope para la Corea del Sur sub-20 en el Campeonato Mundial Juvenil de la FIFA 2003.
La histeria coreana por "Park Chu Young", se hizo más latente, cuando la sub-20 de Corea participó en Catar con ocho equipos por invitación en enero de 2005. Park anotó dos goles contra de China, tres contra Ucrania, dos contra Argelia y dos ante Japón, Corea ganó el torneo. Park fue nombrado el Futbolista Asiático Joven del Año por la Confederación Asiática de Fútbol.
Park también participó en el Mundial Juvenil de la FIFA en 2005, donde anotó un gol de tiro libre contra Nigeria

### FC Seoul

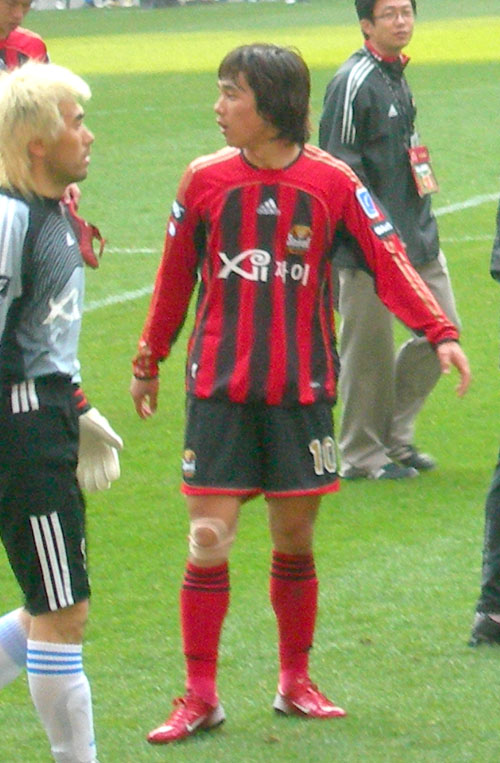
Con el F. C. Seoul.

En 2005, Park firmó con el F. C. Seoul de la K-League. En su primera temporada, convirtió 18 goles y proveyó 4 asistencias en 30 apariciones. Resultó siendo el segundo máximo anotador de la K-League con 12 goles en 19 partidos. Fue incluido en el equipo ideal de la K-League de 2005, así como el novato del año.
Después del Mundial de 2006, se esperó un mejor rendimiento de Park en la K-League de 2006 pero solo hizo 10 goles y una asistencia en 31 encuentros.
Sin embargo, Park arrancó bien en la siguiente temporada pero una lesión lo alejó de las canchas. Gracias a tal lesión se perdió la Copa Asiática 2007. También se ausentó del encuentro de su club ante el poderoso Manchester United de Inglaterra. Seoul perdió 4-0.
Al regresar de su lesión al pie, jugó en la ronda de clasificación a las Olimpiadas de Pekín.

### Mónaco

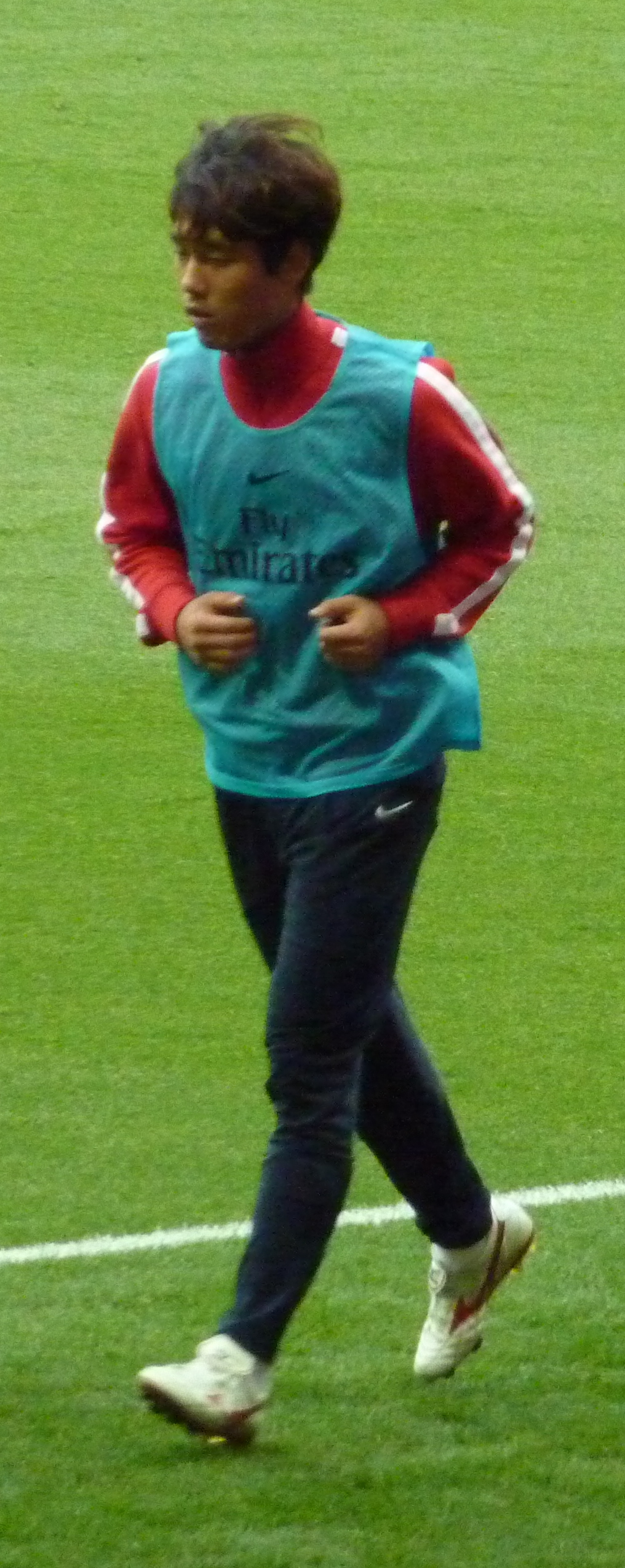
Park entrenando con el Arsenal.

Tras su buena participación en los equipos olímpicos y nacionales, firmó por el Mónaco de la Ligue 1 el 1 de septiembre de 2008. El día 13 del mismo mes, debutó con gol ante el Lorient a los 26 minutos. En la segunda parte, asistió a su compañero Frédéric Nimani. El partido acabó 2–0 y Park fue reconocido como el jugador del partido.
En su última temporada anotó 12 goles y varios equipos se fijaron en él, como por ejemplo el Lille y el París Saint-Germain. Estuvo tres temporadas en el club francés jugando en total 113 partidos y anotando 27 goles.

### Arsenal
El 30 de agosto de 2011, el Arsenal de la Premier League confirmó la contratación de Park, a quien se le asignó el dorsal 9. Convirtió su primer gol con el Arsenal en la primera ronda de la Copa de la Liga de Inglaterra ante el Bolton Wanderers, dándole la victoria a los 'Gunners' que ganaron 2-1. Con el equipo londinense debutaría por primera vez en un torneo internacional a nivel de clubes. Fue el 1 de noviembre ante el Marsella (0-0) en la Liga de Campeones de la UEFA. Sin tener mucha participación en el equipo, debutó en la Premier League el 22 de enero de 2012 tras sustituir a Aaron Ramsey en la derrota frente al Manchester United.
Antes del inicio de la temporada 2012-13, se confirmó el dorsal 30 para Park, mientras que Lukas Podolski recibió la camiseta 9.

### Celta de Vigo
El 31 de agosto de 2012, tras varias semanas de especulaciones, fue cedido al Celta de Vigo por una temporada.
El 22 de septiembre, en el partido del Celta ante el Getafe, Park Chu-young anotó su primer gol con el club a los 2 minutos y 13 segundos de su debut en Balaídos, dándole la victoria al conjunto gallego.

## Selección nacional

### Juveniles
Chu-young Park fue parte de las selecciones juveniles de Corea del Sur en las categorías sub-20 y sub-23.
Park se hizo muy conocido en su país tras capitanear a la selección sub-20 de Corea del Sur que consiguió el Campeonato Juvenil de la AFC de 2004, obteniendo el undécimo título juvenil para su país. En el proceso, ganó el Balón de Oro y fue escogido el jugador más valioso del torneo. También disputó la Copa Mundial de Fútbol Juvenil de 2003.
Su popularidad creció más cuando la sub-20 de Corea participó y ganó un torneo de ocho equipos realizado en Catar en enero de 2005. Park le anotó dos goles a China, tres a Ucrania, dos a Argelia y otros dos a Japón. Park fue nombrado el jugador asiático joven del año por la Confederación Asiática de Fútbol. Park también formó parte del equipo que participó en la Copa Mundial de Fútbol Juvenil de 2005, en la cual anotó de tiro libre a Nigeria.
En julio de 2012 fue incluido en la lista de 18 jugadores que representaron a Corea del Sur en el Torneo de Fútbol Masculino de los Juegos Olímpicos de Londres 2012, como uno de los tres jugadores mayores de 23 años.

### Absoluta
Es internacional con la selección de fútbol de Corea del Sur desde junio de 2005 cuando debutó ante Uzbekistán. Luego de la exitosa temporada de Park en su equipo en 2005, fue incluido en la lista de 23 jugadores para la Copa Mundial de 2006 en Alemania. Sólo jugó ante Suiza.
Fue integrante del equipo olímpico de Corea del Sur que participó en los Juegos Asiáticos de 2006 en Doha, Catar. Tuvo un buen inicio anotando dos goles ante Bangladés, pero no pudo convertir otros más por el resto del torneo. Corea quedó en cuarto lugar.
También integró el combinado nacional que viajó a Sudáfrica para disputar la Copa Mundial de 2010. El 17 de junio, Park hizo un autogol en la derrota por 4–1 ante Argentina en la fase de grupos. Pese a esto, Park fue crucial ante Nigeria, anotando de tiro libre en el empate de 2–2, permitiendo a los coreanos el acceso a los octavos de final. Se enfrentaron a Uruguay que venció 2 a 1 a Corea del Sur y accedió a los cuartos.
Aunque Park fue llamado para la Copa Asiática 2011, se perdió el torneo debido a una lesión y fue reemplazado por Koo Ja-Cheol. Tras la renuncia a la selección de Park Ji-Sung, Chu-young Park fue nombrado capitán del seleccionado surcoreano.
Hasta el momento lleva disputados 68 partidos oficiales y ha anotado 24 goles.
El 8 de mayo de 2014 el entrenador Hong Myung-bo lo incluyó en la lista final de 23 jugadores que competirán en la Copa Mundial de Fútbol de 2014.

### Participaciones en Copas del Mundo
| Mundial                        | Sede      | Resultado        | Partidos | Goles |
| ------------------------------ | --------- | ---------------- | -------- | ----- |
| Copa Mundial de Fútbol de 2006 | Alemania  | Primera fase     | 1        | 0     |
| Copa Mundial de Fútbol de 2010 | Sudáfrica | Octavos de final | 4        | 1     |
| Copa Mundial de Fútbol de 2014 | Brasil    | Primera fase     | 2        | 0     |

### Participaciones en Juegos Olímpicos
| Edición                          | Sede        | Resultado         | Partidos | Goles |
| -------------------------------- | ----------- | ----------------- | -------- | ----- |
| Juegos Olímpicos de Pekín 2008   | China       | Primera fase      | 3        | 1     |
| Juegos Olímpicos de Londres 2012 | Reino Unido | Medalla de bronce | 6        | 2     |

## Estadísticas

### Clubes
Actualizado el 29 de octubre de 2013.
| Seoul Corea del Sur | 2005             | 1.ª              | 19  | 12 | 13 | 6  | — | — | 32  | 18 |
| Seoul Corea del Sur | 2006             | 1.ª              | 26  | 7  | 6  | 3  | — | — | 32  | 10 |
| Seoul Corea del Sur | 2007             | 1.ª              | 11  | 2  | 4  | 3  | — | — | 40  | 9  |
| Seoul Corea del Sur | 2008             | 1.ª              | 13  | 2  | 4  | 0  | — | — | 17  | 2  |
| Seoul Corea del Sur | Total club       | Total club       | 69  | 23 | 27 | 12 | 0 | 0 | 96  | 35 |
| Mónaco Francia | 2008/09          | 1.ª              | 31  | 5  | 4  | 1  | — | — | 35  | 6  |
| Mónaco Francia | 2009/10          | 1.ª              | 27  | 8  | 6  | 1  | — | — | 33  | 9  |
| Mónaco Francia | 2010/11          | 1.ª              | 33  | 12 | 2  | 0  | — | — | 35  | 12 |
| Mónaco Francia | Total club       | Total club       | 91  | 25 | 12 | 2  | 0 | 0 | 103 | 27 |
| Arsenal Inglaterra | 2011/12          | 1.ª              | 1   | 0  | 3  | 1  | 2 | 0 | 6   | 1  |
| Arsenal Inglaterra | Total club       | Total club       | 1   | 0  | 3  | 1  | 2 | 0 | 6   | 1  |
| Celta de Vigo (cesión) · España | 2012/13          | 1.ª              | 22  | 3  | 4  | 1  | — | — | 26  | 4  |
| Celta de Vigo (cesión) · España | Total club       | Total club       | 22  | 3  | 4  | 1  | 0 | 0 | 26  | 4  |
| Arsenal Inglaterra | 2013/14          | 1.ª              | 0   | 0  | 1  | 0  | 0 | 0 | 1   | 0  |
| Arsenal Inglaterra | Total club       | Total club       | 0   | 0  | 1  | 0  | 0 | 0 | 1   | 0  |
| Arsenal Inglaterra | Total Arsenal    | Total Arsenal    | 1   | 0  | 4  | 1  | 2 | 0 | 7   | 1  |
| Total en carrera | Total en carrera | Total en carrera | 182 | 51 | 47 | 16 | 2 | 0 | 231 | 67 |
| (1)Incluye datos de la Korean FA Cup (2005, 2006 y 2007), Copa de la Liga de Corea (2005, 2006, 2007 y 2008), Copa de la Liga de Francia (2008/09, 2009/10 y 2010/11) y Copa de Francia de Fútbol (2008/09, 2009/10), Copa de la Liga de Inglaterra (2011/12 y 2013/14) y Copa del Rey (2012/13). (2)Incluye datos de la Liga de Campeones de la UEFA (2011/12). |                  |                  |     |    |    |    |   |   |     |    |

### Selección nacional
| \| PJ \| Fecha \| Ciudad \| Local \| Resultado \| Visitante \| Competición \| Goles \| Asist. \| \| --- \| ---------- \| ---------------- \| --------------- \| --------- \| -------------------- \| ---------------------------- \| ----- \| ------ \| \| 1. \| 03-06-2005 \| Taskent \| Uzbekistán \| 1–1 \| Corea del Sur \| Eliminatorias Mundial 2006 \| 1 \| 0 \| \| 2. \| 08-06-2006 \| Kuwait \| Kuwait \| 0–4 \| Corea del Sur \| Eliminatorias Mundial 2006 \| 1 \| - \| \| 3. \| 07-08-2005 \| Daegu \| Corea del Sur \| 0–1 \| Japón \| Camp. del Este de Asia 2005 \| 0 \| 0 \| \| 4. \| 17-08-2005 \| Seúl \| Corea del Sur \| 0–1 \| Arabia Saudita \| Eliminatorias Mundial 2006 \| 0 \| 0 \| \| 5. \| 12-10-2005 \| Seúl \| Corea del Sur \| 2–0 \| Irán \| Amistoso \| 0 \| 0 \| \| 6. \| 12-11-2005 \| Seúl \| Corea del Sur \| 2-2 \| Suecia \| Amistoso \| 0 \| 0 \| \| 7. \| 18-01-2006 \| Dubái \| Emiratos Árabes \| 1–0 \| Corea del Sur \| Amistoso \| 0 \| 0 \| \| 8. \| 21-01-2006 \| Riad \| Grecia \| 1–1 \| Corea del Sur \| Amistoso \| 1 \| 0 \| \| 9. \| 25-01-2006 \| Riad \| Finlandia \| 0–1 \| Corea del Sur \| Amistoso \| 1 \| 0 \| \| 10. \| 29-01-2006 \| Hong Kong \| Corea del Sur \| 2–0 \| Croacia \| Carlsberg Cup 2006 \| 0 \| 0 \| \| 11. \| 01-02-2006 \| Hong Kong \| Corea del Sur \| 1–3 \| Dinamarca \| Carlsberg Cup 2006 \| 0 \| 0 \| \| 12. \| 08-02-2006 \| Los Ángeles \| LA Galaxy \| 0–3 \| Corea del Sur \| Amistoso \| 0 \| 0 \| \| 13. \| 11-02-2006 \| Oakland \| Corea del Sur \| 0–1 \| Costa Rica \| Amistoso \| 0 \| 0 \| \| 14. \| 15-02-2006 \| Los Ángeles \| México \| 0–1 \| Corea del Sur \| Amistoso \| 0 \| 0 \| \| 15. \| 22-02-2006 \| Alepo \| Siria \| 1–2 \| Corea del Sur \| Eliminatorias Copa Asia 2007 \| 0 \| 0 \| \| 16. \| 01-03-2006 \| Seúl \| Corea del Sur \| 1–0 \| Angola \| Amistoso \| 1 \| 0 \| \| 17. \| 23-05-2006 \| Seúl \| Corea del Sur \| 1–1 \| Senegal \| Amistoso \| 0 \| 1 \| \| 18. \| 26-05-2006 \| Seúl \| Corea del Sur \| 2–0 \| Bosnia y Herzegovina \| Amistoso \| 0 \| 1 \| \| 19. \| 04-06-2006 \| Edimburgo \| Ghana \| 3–1 \| Corea del Sur \| Amistoso \| 0 \| 0 \| \| 20. \| 23-06-2006 \| Hannover \| Suiza \| 2–0 \| Corea del Sur \| Mundial 2006 \| 0 \| 0 \| \| 21. \| 16-08-2006 \| Taipéi \| China Taipéi \| 0–3 \| Corea del Sur \| Eliminatorias Copa Asia 2007 \| 0 \| - \| \| 22. \| 30-01-2008 \| Seúl \| Corea del Sur \| 0–1 \| Chile \| Amistoso \| 0 \| 0 \| \| 23. \| 06-02-2008 \| Seúl \| Corea del Sur \| 4–0 \| Turkmenistán \| Eliminatorias Mundial 2010 \| 0 \| 2 \| \| 24. \| 17-02-2008 \| Chongqing \| China \| 2–3 \| Corea del Sur \| Camp. del Este de Asia 2008 \| 2 \| 0 \| \| 25. \| 26-03-2008 \| Shanghái \| Corea del Norte \| 0–0 \| Corea del Sur \| Eliminatorias Mundial 2010 \| 0 \| 0 \| \| 26. \| 31-05-2008 \| Seúl \| Corea del Sur \| 2–2 \| Jordania \| Eliminatorias Mundial 2010 \| 1 \| 0 \| \| 27. \| 07-06-2008 \| Amán \| Jordania \| 0–1 \| Corea del Sur \| Eliminatorias Mundial 2010 \| 1 \| 0 \| \| 28. \| 14-06-2008 \| Asjabad \| Turkmenistán \| 1–3 \| Corea del Sur \| Eliminatorias Mundial 2010 \| 0 \| 0 \| \| 29. \| 22-06-2008 \| Seúl \| Corea del Sur \| 0-0 \| Corea del Norte \| Eliminatorias Mundial 2010 \| 0 \| 0 \| \| 30. \| 19-11-2008 \| Riad \| Arabia Saudita \| 0-2 \| Corea del Sur \| Eliminatorias Mundial 2010 \| 1 \| 0 \| \| 31. \| 11-02-2009 \| Teherán \| Irán \| 1-1 \| Corea del Sur \| Eliminatorias Mundial 2010 \| 0 \| 0 \| \| 32. \| 28-03-2009 \| Suwon \| Corea del Sur \| 2-1 \| Irak \| Amistoso \| 0 \| 0 \| \| 33. \| 01-04-2009 \| Seúl \| Corea del Sur \| 1-0 \| Corea del Norte \| Eliminatorias Mundial 2010 \| 0 \| 0 \| \| 34. \| 06-06-2009 \| Dubái \| Emiratos Árabes \| 0-2 \| Corea del Sur \| Eliminatorias Mundial 2010 \| 1 \| 0 \| \| 35. \| 10-06-2009 \| Seúl \| Corea del Sur \| 0-0 \| Arabia Saudita \| Eliminatorias Mundial 2010 \| 0 \| 0 \| \| 36. \| 17-06-2009 \| Seúl \| Corea del Sur \| 1-1 \| Irán \| Eliminatorias Mundial 2010 \| 0 \| 0 \| \| 37. \| 12-08-2009 \| Seúl \| Corea del Sur \| 1-0 \| Paraguay \| Amistoso \| 1 \| 0 \| \| 38. \| 05-09-2009 \| Seúl \| Corea del Sur \| 3-1 \| Australia \| Amistoso \| 1 \| 0 \| \| 39. \| 14-10-2009 \| Seúl \| Corea del Sur \| 2-0 \| Senegal \| Amistoso \| 0 \| 0 \| \| 40. \| 24-05-2010 \| Saitama \| Japón \| 0-2 \| Corea del Sur \| Amistoso \| 1 \| 0 \| \| 41. \| 30-05-2010 \| Kufstein \| Bielorrusia \| 1-0 \| Corea del Sur \| Amistoso \| 0 \| 0 \| \| 42. \| 03-06-2010 \| Innsbruck \| España \| 1-0 \| Corea del Sur \| Amistoso \| 0 \| 0 \| \| 43. \| 12-06-2010 \| Puerto Elizabeth \| Corea del Sur \| 2-0 \| Grecia \| Mundial 2010 \| 0 \| 0 \| \| 44. \| 17-06-2010 \| Johannesburgo \| Argentina \| 4-1 \| Corea del Sur \| Mundial 2010 \| 0 \| 0 \| \| 45. \| 22-06-2010 \| Durban \| Nigeria \| 2-2 \| Corea del Sur \| Mundial 2010 \| 1 \| 0 \| \| 46. \| 26-06-2010 \| Puerto Elizabeth \| Uruguay \| 2-1 \| Corea del Sur \| Mundial 2010 \| 0 \| 0 \| \| 47. \| 11-08-2010 \| Suwon \| Corea del Sur \| 2-1 \| Nigeria \| Amistoso \| 0 \| 0 \| \| 48. \| 07-09-2010 \| Seúl \| Corea del Sur \| 0-1 \| Irán \| Amistoso \| 0 \| 0 \| \| 49. \| 12-10-2010 \| Seúl \| Corea del Sur \| 0-0 \| Japón \| Amistoso \| 0 \| 0 \| \| 50. \| 09-02-2011 \| Trebisonda \| Turquía \| 0-0 \| Corea del Sur \| Amistoso \| 0 \| 0 \| \| 51. \| 25-03-2011 \| Seúl \| Corea del Sur \| 4-0 \| Honduras \| Amistoso \| 1 \| 1 \| \| 52. \| 03-06-2011 \| Seúl \| Corea del Sur \| 2-1 \| Serbia \| Amistoso \| 1 \| 0 \| \| 53. \| 07-06-2011 \| Jeonju \| Corea del Sur \| 2-1 \| Ghana \| Amistoso \| 0 \| 0 \| \| 54. \| 10-08-2011 \| Sapporo \| Japón \| 3-0 \| Corea del Sur \| Amistoso \| 0 \| 0 \| \| 55. \| 02-09-2011 \| Goyang \| Corea del Sur \| 6-0 \| Líbano \| Eliminatorias Mundial 2014 \| 3 \| 0 \| \| 56. \| 06-09-2011 \| Kuwait \| Kuwait \| 1-1 \| Corea del Sur \| Eliminatorias Mundial 2014 \| 1 \| 0 \| \| 57. \| 11-10-2011 \| Suwon \| Corea del Sur \| 2-1 \| Emiratos Árabes \| Eliminatorias Mundial 2014 \| 1 \| 0 \| \| 58. \| 11-11-2011 \| Dubái \| Emiratos Árabes \| 0-2 \| Corea del Sur \| Eliminatorias Mundial 2014 \| 1 \| 0 \| \| 59. \| 29-02-2012 \| Seúl \| Corea del Sur \| 2-0 \| Kuwait \| Eliminatorias Mundial 2014 \| 0 \| 0 \| |            |                  |                 |           |                      |                              |       |        |
| PJ | Fecha      | Ciudad           | Local           | Resultado | Visitante            | Competición                  | Goles | Asist. |
| 1. | 03-06-2005 | Taskent          | Uzbekistán      | 1–1       | Corea del Sur        | Eliminatorias Mundial 2006   | 1     | 0      |
| 2. | 08-06-2006 | Kuwait           | Kuwait          | 0–4       | Corea del Sur        | Eliminatorias Mundial 2006   | 1     | -      |
| 3. | 07-08-2005 | Daegu            | Corea del Sur   | 0–1       | Japón                | Camp. del Este de Asia 2005  | 0     | 0      |
| 4. | 17-08-2005 | Seúl             | Corea del Sur   | 0–1       | Arabia Saudita       | Eliminatorias Mundial 2006   | 0     | 0      |
| 5. | 12-10-2005 | Seúl             | Corea del Sur   | 2–0       | Irán                 | Amistoso                     | 0     | 0      |
| 6. | 12-11-2005 | Seúl             | Corea del Sur   | 2-2       | Suecia               | Amistoso                     | 0     | 0      |
| 7. | 18-01-2006 | Dubái            | Emiratos Árabes | 1–0       | Corea del Sur        | Amistoso                     | 0     | 0      |
| 8. | 21-01-2006 | Riad             | Grecia          | 1–1       | Corea del Sur        | Amistoso                     | 1     | 0      |
| 9. | 25-01-2006 | Riad             | Finlandia       | 0–1       | Corea del Sur        | Amistoso                     | 1     | 0      |
| 10. | 29-01-2006 | Hong Kong        | Corea del Sur   | 2–0       | Croacia              | Carlsberg Cup 2006           | 0     | 0      |
| 11. | 01-02-2006 | Hong Kong        | Corea del Sur   | 1–3       | Dinamarca            | Carlsberg Cup 2006           | 0     | 0      |
| 12. | 08-02-2006 | Los Ángeles      | LA Galaxy       | 0–3       | Corea del Sur        | Amistoso                     | 0     | 0      |
| 13. | 11-02-2006 | Oakland          | Corea del Sur   | 0–1       | Costa Rica           | Amistoso                     | 0     | 0      |
| 14. | 15-02-2006 | Los Ángeles      | México          | 0–1       | Corea del Sur        | Amistoso                     | 0     | 0      |
| 15. | 22-02-2006 | Alepo            | Siria           | 1–2       | Corea del Sur        | Eliminatorias Copa Asia 2007 | 0     | 0      |
| 16. | 01-03-2006 | Seúl             | Corea del Sur   | 1–0       | Angola               | Amistoso                     | 1     | 0      |
| 17. | 23-05-2006 | Seúl             | Corea del Sur   | 1–1       | Senegal              | Amistoso                     | 0     | 1      |
| 18. | 26-05-2006 | Seúl             | Corea del Sur   | 2–0       | Bosnia y Herzegovina | Amistoso                     | 0     | 1      |
| 19. | 04-06-2006 | Edimburgo        | Ghana           | 3–1       | Corea del Sur        | Amistoso                     | 0     | 0      |
| 20. | 23-06-2006 | Hannover         | Suiza           | 2–0       | Corea del Sur        | Mundial 2006                 | 0     | 0      |
| 21. | 16-08-2006 | Taipéi           | China Taipéi    | 0–3       | Corea del Sur        | Eliminatorias Copa Asia 2007 | 0     | -      |
| 22. | 30-01-2008 | Seúl             | Corea del Sur   | 0–1       | Chile                | Amistoso                     | 0     | 0      |
| 23. | 06-02-2008 | Seúl             | Corea del Sur   | 4–0       | Turkmenistán         | Eliminatorias Mundial 2010   | 0     | 2      |
| 24. | 17-02-2008 | Chongqing        | China           | 2–3       | Corea del Sur        | Camp. del Este de Asia 2008  | 2     | 0      |
| 25. | 26-03-2008 | Shanghái         | Corea del Norte | 0–0       | Corea del Sur        | Eliminatorias Mundial 2010   | 0     | 0      |
| 26. | 31-05-2008 | Seúl             | Corea del Sur   | 2–2       | Jordania             | Eliminatorias Mundial 2010   | 1     | 0      |
| 27. | 07-06-2008 | Amán             | Jordania        | 0–1       | Corea del Sur        | Eliminatorias Mundial 2010   | 1     | 0      |
| 28. | 14-06-2008 | Asjabad          | Turkmenistán    | 1–3       | Corea del Sur        | Eliminatorias Mundial 2010   | 0     | 0      |
| 29. | 22-06-2008 | Seúl             | Corea del Sur   | 0-0       | Corea del Norte      | Eliminatorias Mundial 2010   | 0     | 0      |
| 30. | 19-11-2008 | Riad             | Arabia Saudita  | 0-2       | Corea del Sur        | Eliminatorias Mundial 2010   | 1     | 0      |
| 31. | 11-02-2009 | Teherán          | Irán            | 1-1       | Corea del Sur        | Eliminatorias Mundial 2010   | 0     | 0      |
| 32. | 28-03-2009 | Suwon            | Corea del Sur   | 2-1       | Irak                 | Amistoso                     | 0     | 0      |
| 33. | 01-04-2009 | Seúl             | Corea del Sur   | 1-0       | Corea del Norte      | Eliminatorias Mundial 2010   | 0     | 0      |
| 34. | 06-06-2009 | Dubái            | Emiratos Árabes | 0-2       | Corea del Sur        | Eliminatorias Mundial 2010   | 1     | 0      |
| 35. | 10-06-2009 | Seúl             | Corea del Sur   | 0-0       | Arabia Saudita       | Eliminatorias Mundial 2010   | 0     | 0      |
| 36. | 17-06-2009 | Seúl             | Corea del Sur   | 1-1       | Irán                 | Eliminatorias Mundial 2010   | 0     | 0      |
| 37. | 12-08-2009 | Seúl             | Corea del Sur   | 1-0       | Paraguay             | Amistoso                     | 1     | 0      |
| 38. | 05-09-2009 | Seúl             | Corea del Sur   | 3-1       | Australia            | Amistoso                     | 1     | 0      |
| 39. | 14-10-2009 | Seúl             | Corea del Sur   | 2-0       | Senegal              | Amistoso                     | 0     | 0      |
| 40. | 24-05-2010 | Saitama          | Japón           | 0-2       | Corea del Sur        | Amistoso                     | 1     | 0      |
| 41. | 30-05-2010 | Kufstein         | Bielorrusia     | 1-0       | Corea del Sur        | Amistoso                     | 0     | 0      |
| 42. | 03-06-2010 | Innsbruck        | España          | 1-0       | Corea del Sur        | Amistoso                     | 0     | 0      |
| 43. | 12-06-2010 | Puerto Elizabeth | Corea del Sur   | 2-0       | Grecia               | Mundial 2010                 | 0     | 0      |
| 44. | 17-06-2010 | Johannesburgo    | Argentina       | 4-1       | Corea del Sur        | Mundial 2010                 | 0     | 0      |
| 45. | 22-06-2010 | Durban           | Nigeria         | 2-2       | Corea del Sur        | Mundial 2010                 | 1     | 0      |
| 46. | 26-06-2010 | Puerto Elizabeth | Uruguay         | 2-1       | Corea del Sur        | Mundial 2010                 | 0     | 0      |
| 47. | 11-08-2010 | Suwon            | Corea del Sur   | 2-1       | Nigeria              | Amistoso                     | 0     | 0      |
| 48. | 07-09-2010 | Seúl             | Corea del Sur   | 0-1       | Irán                 | Amistoso                     | 0     | 0      |
| 49. | 12-10-2010 | Seúl             | Corea del Sur   | 0-0       | Japón                | Amistoso                     | 0     | 0      |
| 50. | 09-02-2011 | Trebisonda       | Turquía         | 0-0       | Corea del Sur        | Amistoso                     | 0     | 0      |
| 51. | 25-03-2011 | Seúl             | Corea del Sur   | 4-0       | Honduras             | Amistoso                     | 1     | 1      |
| 52. | 03-06-2011 | Seúl             | Corea del Sur   | 2-1       | Serbia               | Amistoso                     | 1     | 0      |
| 53. | 07-06-2011 | Jeonju           | Corea del Sur   | 2-1       | Ghana                | Amistoso                     | 0     | 0      |
| 54. | 10-08-2011 | Sapporo          | Japón           | 3-0       | Corea del Sur        | Amistoso                     | 0     | 0      |
| 55. | 02-09-2011 | Goyang           | Corea del Sur   | 6-0       | Líbano               | Eliminatorias Mundial 2014   | 3     | 0      |
| 56. | 06-09-2011 | Kuwait           | Kuwait          | 1-1       | Corea del Sur        | Eliminatorias Mundial 2014   | 1     | 0      |
| 57. | 11-10-2011 | Suwon            | Corea del Sur   | 2-1       | Emiratos Árabes      | Eliminatorias Mundial 2014   | 1     | 0      |
| 58. | 11-11-2011 | Dubái            | Emiratos Árabes | 0-2       | Corea del Sur        | Eliminatorias Mundial 2014   | 1     | 0      |
| 59. | 29-02-2012 | Seúl             | Corea del Sur   | 2-0       | Kuwait               | Eliminatorias Mundial 2014   | 0     | 0      |

| \| PJ \| Fecha \| Ciudad \| Local \| Resultado \| Visitante \| Competición \| Goles \| Asist. \| \| -- \| ---------- \| ------ \| ------------- \| --------- \| --------------- \| ----------- \| ----- \| ------ \| \| 1. \| 14-08-2005 \| Seúl \| Corea del Sur \| 3–0 \| Corea del Norte \| Amistoso \| 1 \| - \| \| 2. \| 02-06-2009 \| Dubái \| Omán \| 0-0 \| Corea del Sur \| Amistoso \| 0 \| 0 \| \| 3. \| 07-10-2011 \| Seúl \| Corea del Sur \| 2-2 \| Polonia \| Amistoso \| 2 \| 0 \| |            |        |               |           |                 |             |       |        |
| PJ | Fecha      | Ciudad | Local         | Resultado | Visitante       | Competición | Goles | Asist. |
| 1. | 14-08-2005 | Seúl   | Corea del Sur | 3–0       | Corea del Norte | Amistoso    | 1     | -      |
| 2. | 02-06-2009 | Dubái  | Omán          | 0-0       | Corea del Sur   | Amistoso    | 0     | 0      |
| 3. | 07-10-2011 | Seúl   | Corea del Sur | 2-2       | Polonia         | Amistoso    | 2     | 0      |

### Resumen estadístico
|                            | Encuentros | Goles | Promedio |
| -------------------------- | ---------- | ----- | -------- |
| Primera división           | 169        | 49    | 0,30     |
| Copas nacionales           | 44         | 16    | 0,36     |
| Copas internacionales      | 2          | 0     | 0        |
| Selección de Corea del Sur | 59         | 23    | 0,39     |
| TOTAL                      | 274        | 88    | 0,33     |

## Palmarés

### Títulos nacionales
| Título                   | Club                | País          | Año  |
| ------------------------ | ------------------- | ------------- | ---- |
| Copa de la Liga de Corea | F. C. Seoul         | Corea del Sur | 2006 |
| Copa de Corea del Sur    | F. C. Seoul         | Corea del Sur | 2015 |
| K League Classic         | F. C. Seoul         | Corea del Sur | 2016 |
| K League 1               | Ulsan Hyundai F. C. | Corea del Sur | 2022 |
| K League 1               | Ulsan Hyundai F. C. | Corea del Sur | 2023 |
| K League 1               | Ulsan HD F. C.      | Corea del Sur | 2024 |

### Títulos internacionales
| Título                                | Club (*)                          | País    | Año  |
| ------------------------------------- | --------------------------------- | ------- | ---- |
| Campeonato Juvenil de la AFC          | Selección sub-19 de Corea del Sur | Malasia | 2004 |
| Campeonato de Fútbol del Este de Asia | Selección de Corea del Sur        | China   | 2008 |

(*) Incluyendo la selección.

### Distinciones individuales
| Distinción                                           | Año  |
| ---------------------------------------------------- | ---- |
| Goleador del Campeonato Juvenil de la AFC            | 2004 |
| Jugador más valioso del Campeonato Juvenil de la AFC | 2004 |
| Futbolista joven del año en Asia                     | 2004 |
| Novato del año de la K-League                        | 2005 |
| Incluido en el equipo del año de la K-League         | 2005 |